# جونسون كولينز
جونسون كولينز (بالإنجليزية: Johnson Collins)‏ هو سياسي أمريكي، ولد في 1847 بفرجينيا في الولايات المتحدة، وتوفي في 1906.